# مونبرگا
مونبرگا (به اسپانیایی: Munébrega) یک دهستان در اسپانیا است که در استان ساراگوسا واقع شده‌است. مونبرگا ۴۰٫۹۹ کیلومتر مربع مساحت و ۴۸۸ نفر جمعیت دارد.